# Heinrich Rittershausen
Heinrich Rittershausen (* 5. August 1898 in Schleswig; † 15. Juni 1984 in Köln) war ein deutscher Ökonom.

## Leben
In Erfurt bestand er im Jahre 1917 die Prüfung zum Abitur. In Hannover begann er an der Technischen Hochschule ein Studium der Ingenieurwissenschaften. Diesen Studiengang setzt er aber nicht fort und wechselte zum Fach der Wirtschafts- und Sozialwissenschaften. Es folgten Studien an den Universitäten von Frankfurt/Main, Greifswald und Jena. Im Jahre 1922 erlangte er die Promotion an der Universität Frankfurt mit dem Thema Die Aufbringung der Reparationen.
Anschließend nahm er bei der Reichsfinanzverwaltung in Frankfurt/Main eine Beschäftigung in der Abteilung für Buch- und Betriebsprüfung auf. Danach ging er nach Weimar zur Thüringischen Staatsbank. In Berlin nahm er im Jahre 1924 an der Gründung der Treuhand AG teil. Danach wechselte er an die Deutsche Bodenkultur AG in Berlin, wo er als Abteilungsleiter arbeitete. Aufgrund einer schweren Erkrankung musste er diese Tätigkeit abbrechen. Danach konnte er mittels eines Stipendiums nach London an die heutige London School of Economics and Political Science gehen, wo er sich ökonomischen Studien widmete.
1930 veröffentlichte Rittershausen sein viel beachtetes Werk „Arbeitslosigkeit und Kapitalbildung“, zu dem ihm John Maynard Keynes ein anerkennendes Schreiben zukommen ließ. Aufgrund dieser Arbeit wurde er 1933 von der Johann Wolfgang Goethe-Universität Frankfurt am Main für das Fach Volkswirtschaftslehre habilitiert, wo er bereits seit dem Jahr 1930 mit der Unterstützung von Wilhelm Kalveram einen Lehrauftrag für das Fach der Hypothekenbanken wahrnahm. Diesen Lehrauftrag übte er bis 1938 aus. In den Jahren 1931 und 1932 sowie 1935 folgten durch die Rockefeller-Stiftung ermöglichte Forschungsaufenthalte in Paris bzw. Madrid.
Im September 1931 stimmte Rittershausen gegen die Fortführung der Deflationspolitik, für den Lautenbach-Plan.
Nach siebenjähriger Privatdozententätigkeit wurde ihm 1938 am Johann Wolfgang Goethe-Universität die Lehrbefugnis entzogen. Beim Reichskommissar für die Preisbildung in Berlin fand er als Referent bei Peter Yorck von Wartenburg eine Anstellung. Im folgenden Jahr konnte er auf Verwendung von Jens Jessen eine Vertretung bei einem Lehrstuhl für Nationalökonomie an der Wirtschaftshochschule Berlin einnehmen. Im Jahre 1940 folgte er einem Ruf an die Universität Breslau, wo er bis 1944 eine außerordentliche Professur ausübte.

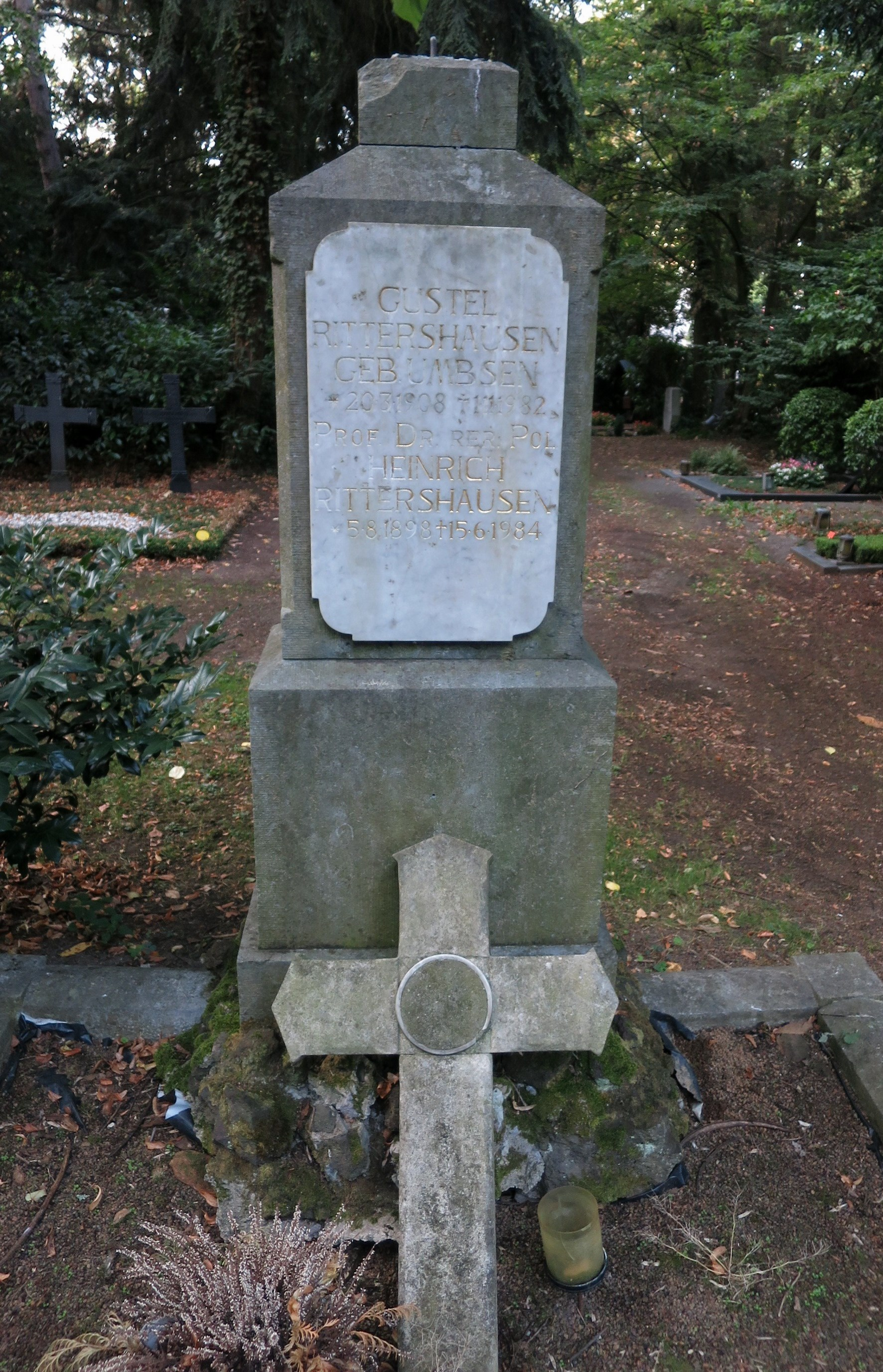
Grabstätte Rittershausen (September 2018)

Nach dem Kriegsende konnte er in Neustadt an der Weinstraße eine Beschäftigung bei einer Firma für die Montage von Behelfsheimen finden, an deren Gründung er mitwirkte. Ab dem 1. Oktober 1945 wirkte er in Minden an der „Verwaltung für Wirtschaft“ (später umbenannt in „Verwaltungsamt für Wirtschaft“). Der hiermit im Staatsdienst stehende Ökonom wurde dort zum Ministerialdirektor ernannt. In dieser Stellung leistete er einen Beitrag zur Währungsreform von 1948 und zur Reform der Preisbildung. Von 1948 bis 1950 betätigte er sich als Journalist beim Tagesspiegel, bei der Neuen Zürcher Zeitung und der späteren Frankfurter Allgemeinen Zeitung. Während dieser Zeit nahm er auch einen Lehrauftrag an der Universität Frankfurt/Main wahr.
An die Wirtschaftshochschule Mannheim ging er 1950 und lehrte dort Volkswirtschaft und Wirtschaftspolitik. Im Jahre 1953 nahm er an der Universität Köln nach dem Tod von Kalveram im Jahre 1951 die Tätigkeit auf, um das Seminar für Bankbetriebslehre fortzusetzen. Er legte den Schwerpunkt auf eine Verbindung zur Bankwirtschaft und richtete ein Bank- und Börsenseminar ein. Im Jahre 1957 beteiligte er sich dort an der Gründung des Instituts für Bankwirtschaft und Bankrecht, dessen Direktor er 1958 wurde. Im Jahre 1966 erfolgte seine Emeritierung.
Rittershausen starb 1984 im Alter von 85 Jahren. Er wurde auf dem Kölner Friedhof Melaten (Flur 41) beigesetzt.

## Politische Einstellung
In der Zeit von 1917 bis 1919 gehörte Rittershausen der Deutschen Vaterlandspartei an, von 1930 bis 1931 der SPD. In der Zeit des Nationalsozialismus war er kein Mitglied der NSDAP, behauptete aber, dass er seit seinem Austritt aus der SPD im Sinne des Nationalsozialismus tätig gewesen sei: „Wegen meiner fortgesetzten Mitarbeit am Wirtschaftspolitischen Stab der NSDAP im Braunen Haus wurde mir dort mein Eintritt in die Partei als überflüssig bezeichnet. (Sommer 1932)“ Die Beurteilungen seitens der NSDAP waren widersprüchlich, einerseits galt er als Nutznießer: „Seiner Umgebung gegenüber verhalte er sich so, wie er glaube, am meisten Nutzen daraus ziehen zu können“, andererseits wurde er positiv beurteilt: „als ehemaliges SPD-Mitglied habe er nach der Revolution in sich den Nationalsozialisten entdeckt und sich seither 110%ig benommen“, „Charakter und Leumund seien gut, auch sei seine Einstellung zum heutigen Staat und zur Volksgemeinschaft […] bejahend, sodass er als politisch zuverlässig angesehen werden kann.“
Nach dem Ende des Zweiten Weltkriegs stilisierte sich Rittershausen zum Gegner des Nationalsozialismus: Aufgrund seiner früheren SPD-Mitgliedschaft sei er seitens der „Dozentenschaft geschädigt“ worden und er behauptete, dass er „als früheres SPD-Mitglied [ein] bekannter Gegner des Nazismus war“.

## Werke (Auswahl)
- Arbeitslosigkeit und Kapitalbildung. Zugleich ein bankpolitisches Programm zur Bekämpfung der Wirtschaftskrise. Jena 1930
- Der Neubau des deutschen Kreditsystems. Eine zentrale nationalpolitische Aufgabe. Berlin 1932
- Das andere System, ein Wirtschafts- und Finanzvorschlag in vier Gesetzentwürfen. Berlin 1932
- Internationale Handels- und Devisenpolitik. Frankfurt am Main 1955
- Bankpolitik. Eine Untersuchung des Grenzgebiets zwischen Kredittheorie, Preistheorie und Wirtschaftspolitik. Frankfurt/Main 1956
- Die Gelddisposition der Kreditbanken. Mit Wolfgang van Wyk. Frankfurt/Main 1960